# Station Ålholm
Station Ålholm is een S-tog-station in Kopenhagen, Denemarken. Het ligt aan de spoorlijn Hellerup - Ny Ellebjerg dat werd geopend op 8 januari 2005.

## Geschiedenis
Na afloop van de Eerste Wereldoorlog werd de ringlijn langs de westkant van de stad, voor met name goederenvervoer, gebouwd als vervanging van de spoorlijn met veel overwegen die door de bebouwing van Nørrebro en Frederiksberg liep. De ringlijn werd op 15 mei 1930 geopend en vanaf 3 april 1934 werd het deel ten noorden van Flintholm door de eerste S-tog lijn tussen Frederiksberg en Klampenborg bereden. Deze lijn F volgde dit traject tot 20 juni 1998 toen het deel tussen Frederiksberg en Vanløse werd gesloten om te worden omgebouwd tot metro. Het zuidelijke eindpunt van lijn F zou in samenhang met de metrobouw worden verplaatst naar Ny Ellebjerg met overstapstations bij Danshøj en Flintholm. Het zuidelijke deel van de ringlijn kreeg vier nieuwe stations voor lijn F waaronder Ålholm.

## Ligging en inrichting
Het station ligt ten zuiden van de Roskildevej ongeveer 300 meter ten oosten van de Ålholm Plads waar de Roskildevej met een brug de ringlijn kruist. De bouw van het station was aanleiding om een zebrapad met verkeerslichten aan te leggen voor overstekende overstekende reizigers.
Het voorplein aan de westkant van het spoor heeft een overdekte afgesloten fietsenstalling, verder zijn er aan de oostkant van het spoor fietsenrekken. Reizigers op de stoep aan de noordzijde van de brug kunnen via de zebra oversteken of via een trap naar het oostelijke perron. Aan de zuidzijde van de brug zijn liften die de stoep en de perrons onderling verbinden. Daarnaast zijn er bij ieder perron een steile en een lange trap tussen straat en perron. De perrons zijn deels voorzien van een afdak en in de ruimte tussen de afdaken en de keermuren  zijn fietsenrekken tegen de achterwanden van de afdakken aangebracht.

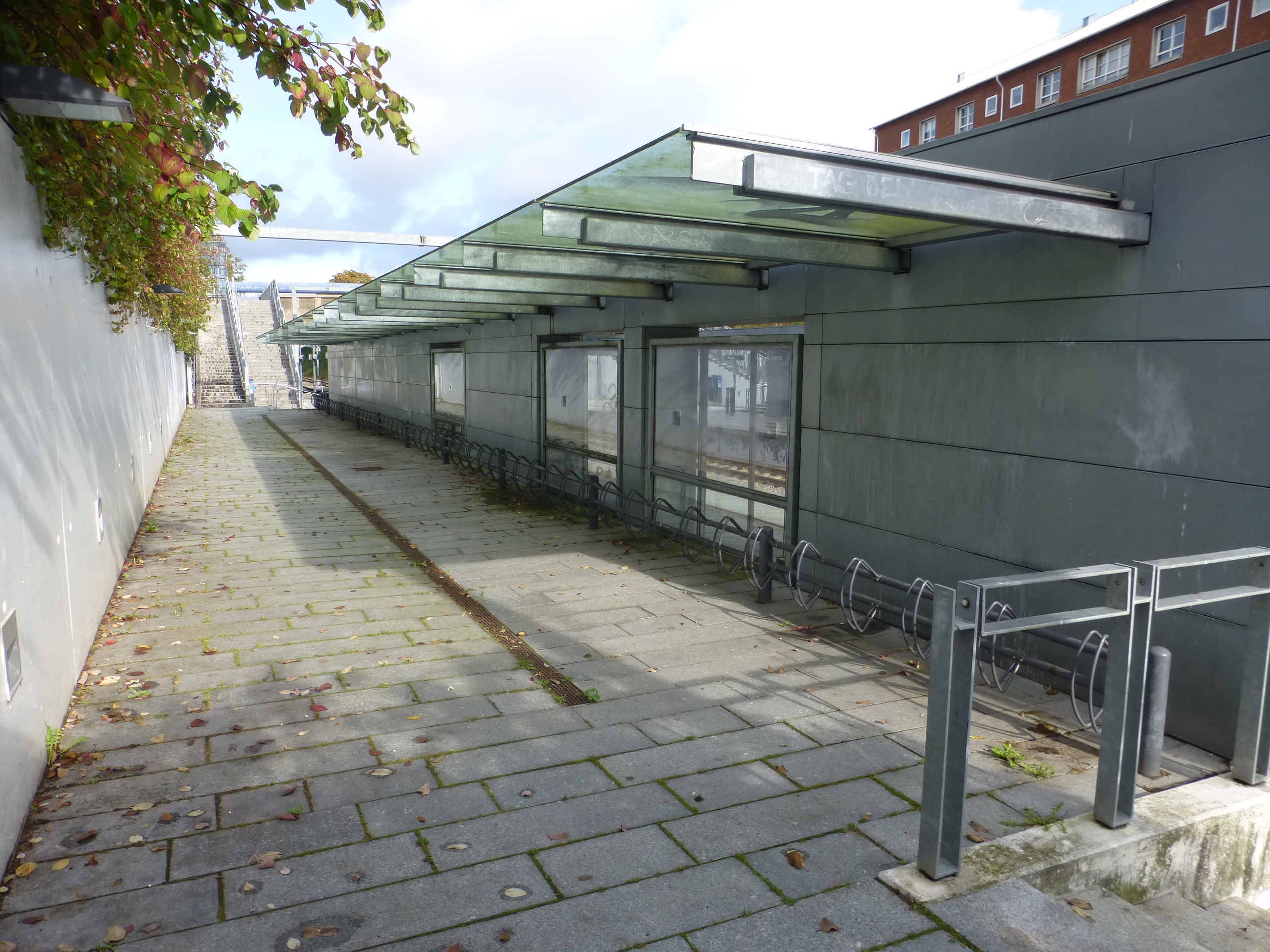
Fietsenrekken tegen de achterwand van een afdak.
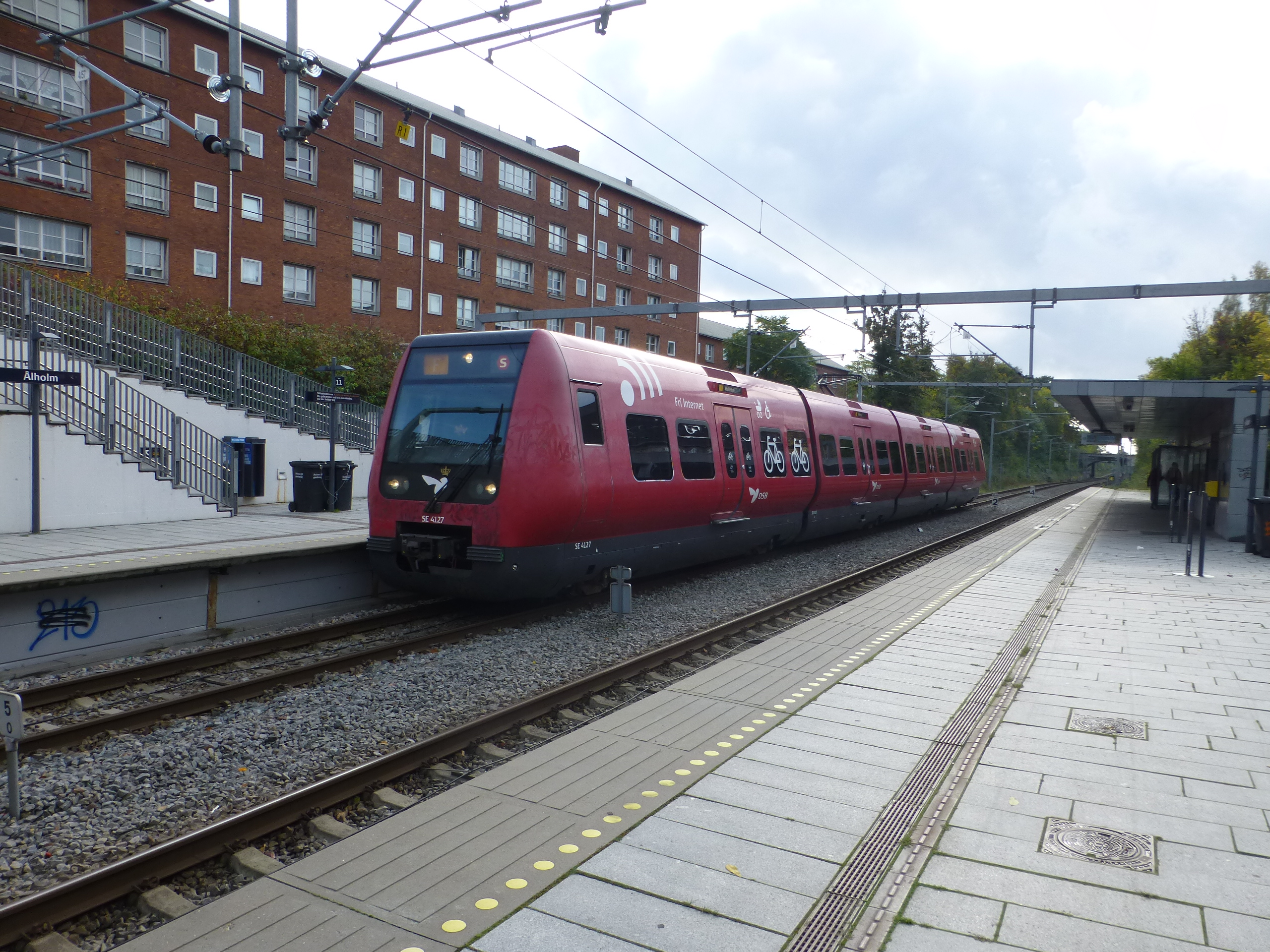
De steile en lange trap naast een S-togstel in Ålholm.
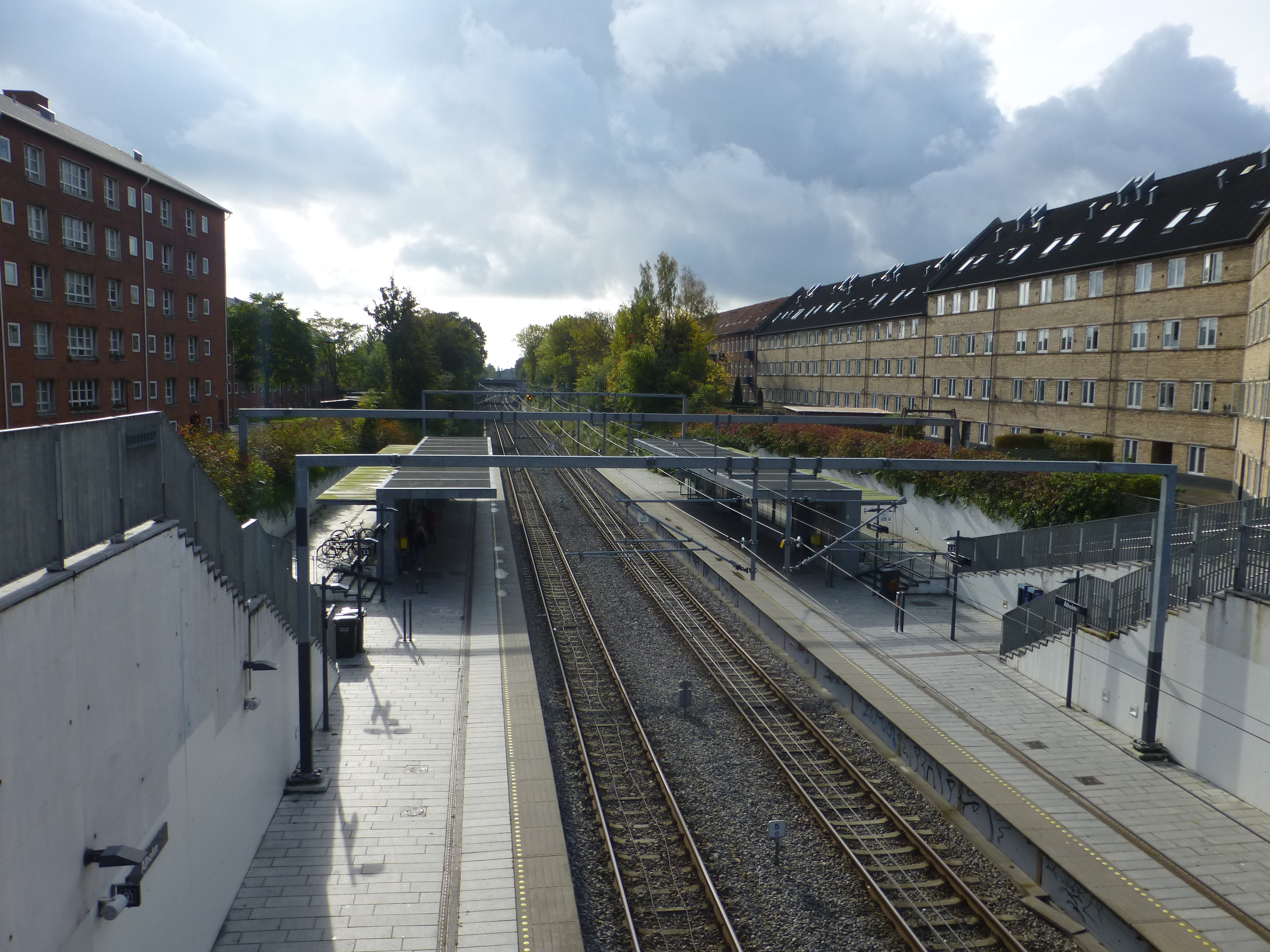
Het station gezien vanaf de brug.